# КК ЖДА Дижон
КК ЖДА Дижон (фр. Jeanne d’Arc Dijon Basket) француски је кошаркашки клуб из Дижона. У сезони 2021/22. такмичи се у Про А лиги Француске и у ФИБА Лиги шампиона. 

## Историја
Клуб је основан 1880. године, а назив је добио по француској народној јунакињи Јованки Орлеанки (Жан д'Арк; фр. Jeanne d’Arc). Када је новија историја клуба у питању, од 1990. је редовни учесник француског првенства, осим сезоне 2010/11. коју је провео у нижем рангу. Ипак, у првенству није бележио запаженије резултате. Нешто успешнији био је у другим националним такмичењима, те је освојио по два пута Куп Француске (2006, 2024), Куп "Недеља асова" (2004, 2020) и једном Суперкуп Француске (2006).
У сезони 2003/04. био је финалиста ФИБА Купа Европе (некадашњег европског такмичења четвртог степена, касније познатог и под називом ФИБА Еврокуп челенџ). Неколико сезона наступао је и у ФИБА Еврочеленџу, где је највећи успех био пласман међу 16 најбољих (сез. 2004/05, 2006/07. и 2013/14).

## Успеси

### Национални
- Првенство Француске:
  - Вицепрвак (1): 2021.

- Куп Француске:
  - Победник (2): 2006, 2024.
  - Финалиста (1): 2021.

- Суперкуп Француске:
  - Победник (1): 2006.

- Куп лидера:
  - Победник (2): 2004, 2020.

### Међународни
- ФИБА Куп Европе:
  - Финалиста (1): 2004.

## Учинак у претходним сезонама
| Сез.     | Првенство Француске | Куп Француске      | Куп лидера   | Европско такмичење                    |
| -------- | ------------------- | ------------------ | ------------ | ------------------------------------- |
| 2011/12. | 9. место            | Шеснаестина финала | —            | —                                     |
| 2012/13. | Четвртфинале ПО     | Шеснаестина финала | —            | Еврочеленџ — Топ 32                   |
| 2013/14. | Полуфинале ПО       | Полуфинале         | Четвртфинале | Еврочеленџ — Топ 16                   |
| 2014/15. | 10. место           | Полуфинале         | Полуфинале   | Еврокуп — Топ 32                      |
| 2015/16. | 9. место            | Осмина финала      | Четвртфинале | —                                     |
| 2016/17. | 12. место           | Четвртфинале       | —            | —                                     |
| 2017/18. | Четвртфинале ПО     | Шеснаестина финала | —            | —                                     |
| 2018/19. | Полуфинале ПО       | Четвртфинале       | Четвртфинале | ФИБА Лига шампиона — Групна фаза      |
| 2019/20. | прекинуто           | прекинуто          | Победник     | ФИБА Лига шампиона — Треће место      |
| 2020/21. | Вицепрвак           | Финалиста          | није игран   | ФИБА Лига шампиона — Прва групна фаза |
| 2021/22. | —                   | —                  | —            | ФИБА Лига шампиона                    |

## Познатији играчи
- Небојша Богавац